# Palacio de los condes de Santa Coloma (Sevilla)
El palacio de los Condes de Santa Coloma, también conocido como Palacio de los Bucarelli, es una vivienda nobiliaria situada en el centro histórico de la ciudad de Sevilla, Comunidad Autónoma de Andalucía, España. Constituye un valioso ejemplo de la arquitectura barroca civil de Andalucía.

## Historia
Fue edificado por orden de Francisco Antonio de Bucarelli y Villacís, I marqués de Vallehermoso, a finales del siglo XVII, posteriormente pasó a ser propiedad de los Condes de Santa Coloma. El palacio fue construido por el arquitecto Pedro Romero, siendo declarado Bien de Interés Cultural en 1969.
La familia de los Bucarelli llegó a Sevilla en el siglo XVI procedente de Florencia. El rey Carlos II les concedió en el año 1679 el marquesado de Vallehermoso. Algunos de sus miembros son Francisco de Paula Bucarelli y Ursúa (1708-1775), gobernador de Buenos Aires, y su hermano Antonio Bucarelli (1717-1779) que ostentó los cargos de Virrey y capitán general de Nueva España y gobernador y capitán general de la isla de Cuba.

## Descripción
El edificio ocupa casi en su totalidad una manzana, se trata de una gran casona de dos plantas que conserva su primitiva configuración de casa-palacio. Se distribuye alrededor de 2 patios principales, cuenta además con otros patios secundarios, apeadero, caballerizas y jardín. El patio principal posee arquerías de medio punto sobre columnas de mármol y se distribuye en dos plantas. La escalera principal de dos tramos parte de uno de los frentes del patio. La extensa fachada se divide en calles mediante una serie de pilastras que centran huecos espaciados regularmente. La portada también flanqueada por pilastras en estilo corintio sostiene el balcón principal decorado con molduras y el escudo de armas familiar.